# Warning Sign
"'Warning Sign'" (en español Señal de advertencia) es una canción de la banda británica Coldplay, escrita por sus integrantes. Fue editada en su exitoso segundo álbum de estudio A Rush of Blood to the Head en 2002 y lanzada como octava canción.

## Música
Se puede describir como una balada rock. Tiene de base a la guitarra eléctrica que acompaña toda la canción. Comienza con la guitarra y luego de un rato se le unen el resto de los instrumentos. Al comenzar la voz de Chris Martin, se detienen todos los instrumentos excepto la guitarra. Cuando comienza la segunda estrofa, vuelven el resto de los instrumentos.
La canción es incluida en el final de la película Código 46, donde aparece Samantha Morton, como María, desterrada mientras camina en el desierto.